# 트랙터 (소프트웨어)
트랙터(Traktor)는 네이티브 인스트루먼츠가 개발한 DJ 소프트웨어이다. 네이티브 인스트루먼츠 소속 DJ 하드웨어 제품들의 서브브랜드로서 사용되기도 한다.

## 역사
2000년에 처음 출시되었다. 최초 버전들은 Traktor DJ와 Traktor Studio라는 이름으로 이용이 가능했으며 Studio 버전이 대부분의 기능을 갖추었다.
버전 2(Traktor DJ Studio 2)는 2002년에 출시되었다.